# Wandisa Guida
Wandisa Guida (Trani, 21 de abril de 1935) es una actriz italiana de cine, teatro y televisión.
Nacida en Trani, Guida concursó en el certamen de Miss Italia en 1954, ganando el título de Miss Cinema. Más tarde se mudó a Roma para ingresar al Centro Experimental de Cinematografía. Tras su graduación apareció en varias películas, realizando papeles protagónicos en algunas de ellas. Su última aparición en cine se dio en la película Scorpion with Two Tails de 1982.

## Filmografía seleccionada
- Serenate per 16 bionde (1956)
- I Vampiri (1957)
- Il Conte di Matera (1957)
- La trovatella di Pompei (1957)
- I colpevoli (1957)
- Knight Without a Country (1958)
- Toto and Marcellino (1958)
- I prepotenti (1958)
- An Italian in Greece (1958)
- Il padrone delle ferriere (1959)
- Goliath and the Dragon (1960)
- Hercules Against Rome (1964)
- Giants of Rome (1964)
- Maciste in King Solomon's Mines (1964)
- Adventures of the Bengal Lancers (1964)
- Lightning Bolt (1965)
- Secret Agent Fireball (1965)
- Bob Fleming... Mission Casablanca (1966)
- Scorpion with Two Tails (1982)